# Fosnes
Fosnes er en tidligere kommune i Trøndelag fylke i Norge  som 1. januar 2020 blev lagt sammen med Namdalseid og Namsos kommuner; Den nye kommune fik navnet Namsos.  Fosnes grænser i nord til Nærøy, i øst til Høylandet, i syd til Overhalla og Namsos, og i vest ligger Gjæslingan, de sydligste øer i Vikna før Norskehavet.
Den tidligere kommune bestod af øen Jøa og fastlandet øst for. Det var en lille kommune med få indbyggere. Søen Salvatnet er en af de dybeste i Nordeuropa.
Festivalen Isle of Jøa har været arrangeret på Jøa siden 2002. En anden kulturel begivenhed er Duun-stævnet.

## Kendte folk fra Fosnes
- Olav Duun, norsk hjemstavns- og bygdeforfatter. Kommunen bliver også kaldt Olav Duuns rige efter ham.
- Kolbjørn Gåsvær, forfatter, lærer, politiker og Duun kender.